# Valmiera
Valmiera (in tedesco Wolmar) è una città della Lettonia settentrionale, di 23.063 abitanti. Situata sul fiume Gauja, è localizzata 100 km a nord-est di Riga a 50 km dal confine con l'Estonia. Valmiera è la più grande città della regione del Vidzeme ed è il centro del Distretto di Valmiera.

## Storia
Valmiera e dintorni sono stati fra i luoghi abitati da maggior tempo nell'area oggi occupata dalla Lettonia; ci sono resti archeologici che indicano che il sito è abitato da 9 000 anni.
Valmiera è citata come città per la prima volta nel 1323; la città attuale fu fondata dall'Ordine di Livonia. Questi costruirono un castello e una chiesa cattolica (ancora oggi presente) sulle rive del fiume Gauja.
Valmiera fu anche membro della Lega anseatica dal XIV al XVI secolo.
Durante la Grande guerra del Nord Valmiera fu distrutta e bruciata nel 1702.
Durante la guerra fredda una base aerea "Liepas" era situata nei pressi della città.

## Valmiera oggi
Valmiera è de facto il centro culturale ed amministrativo della regione del Vidzeme. L'unico teatro professionale, "Valmieras teātris" fondato nel 1919, è situato nella città e dal 1996 è stata istituita l'università "Vidzemes Augstskola".
Valmiera è anche un importante centro industriale. Le industrie prevalenti sono quelle agroalimentari (latte, carne e grano), metallurgiche,  lavorazione della fibra di vetro, lavorazione del legno e produzione di mobili.

## Amministrazione

### Gemellaggi
Valmiera è gemellata con:
- Halle, dal 1994
- Høje-Taastrup, dal 1995
- Telšiai, dal 1992
- Pskov, dal 2001
- Solna, dal 1991
- Viljandi, dal 1992
- Szombathely, dal 2007
- Zduńska Wola, dal 2002

## Galleria d'immagini

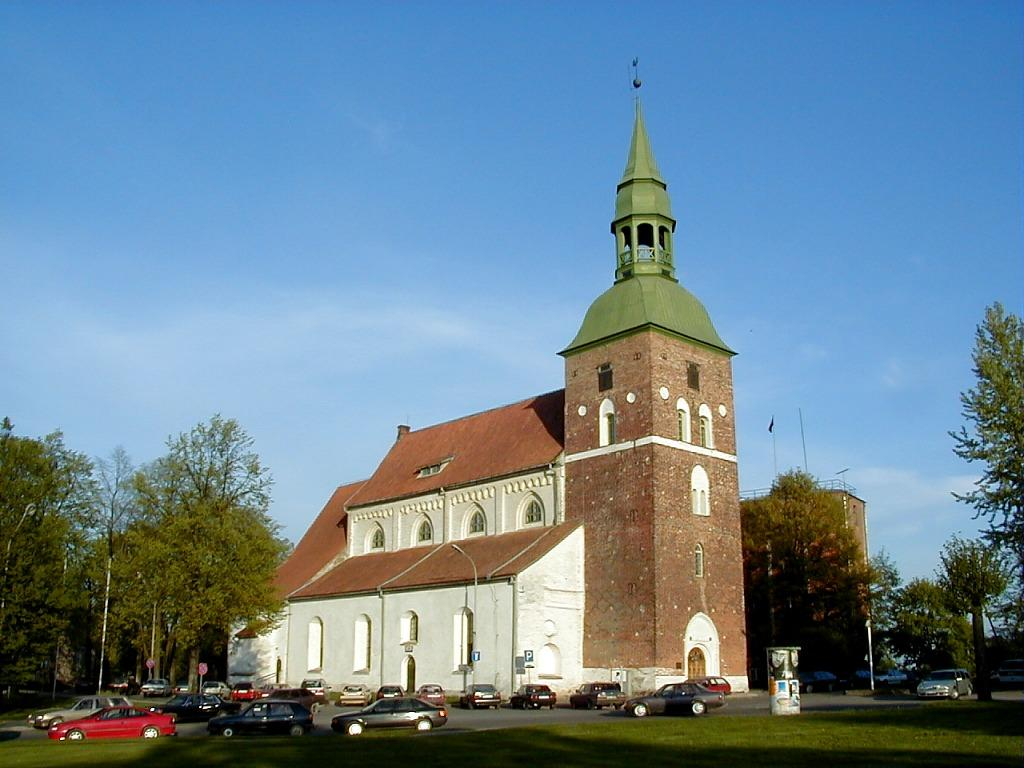
La chiesa di Valmiera.
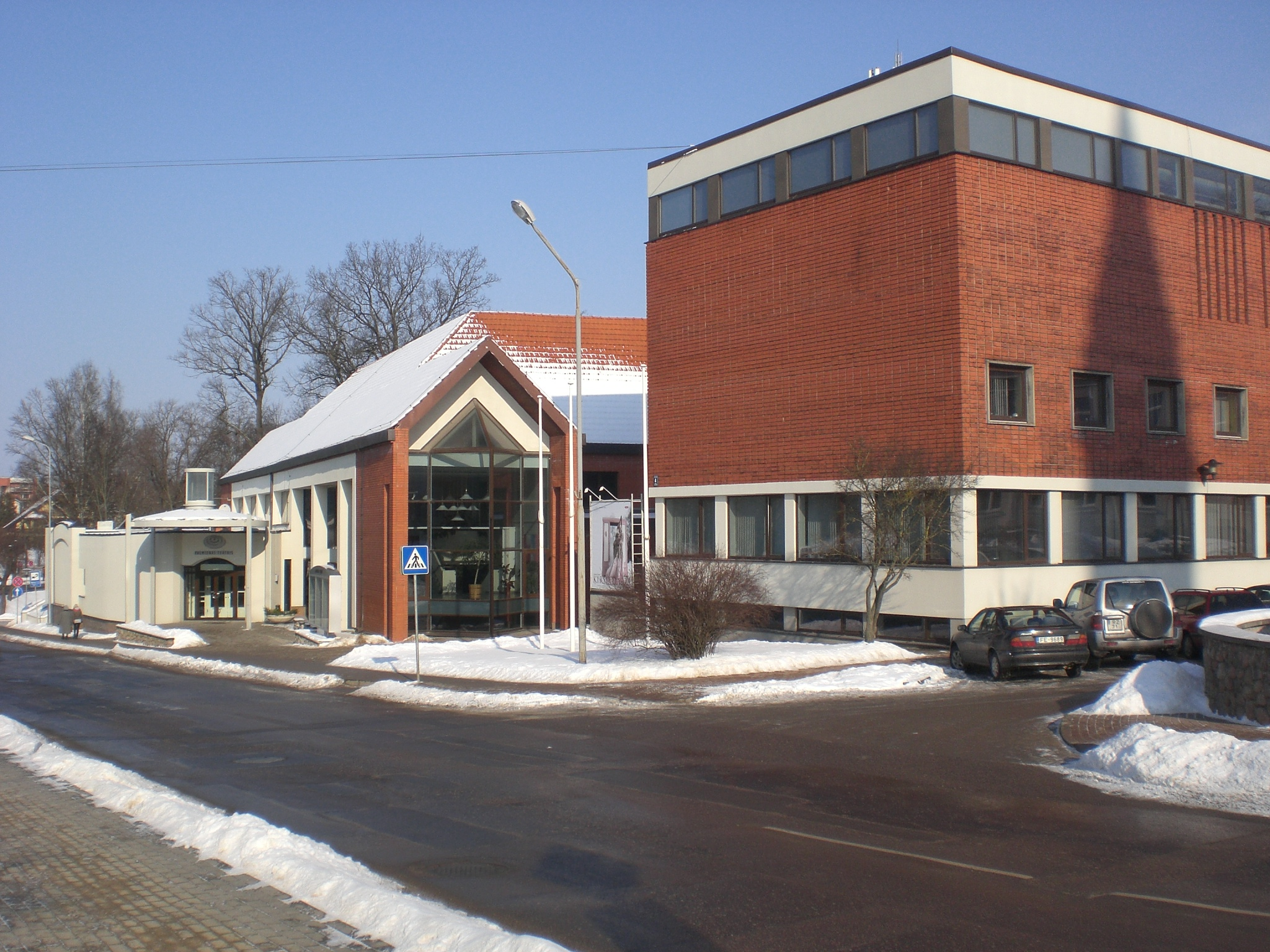
Il teatro di Valmiera.
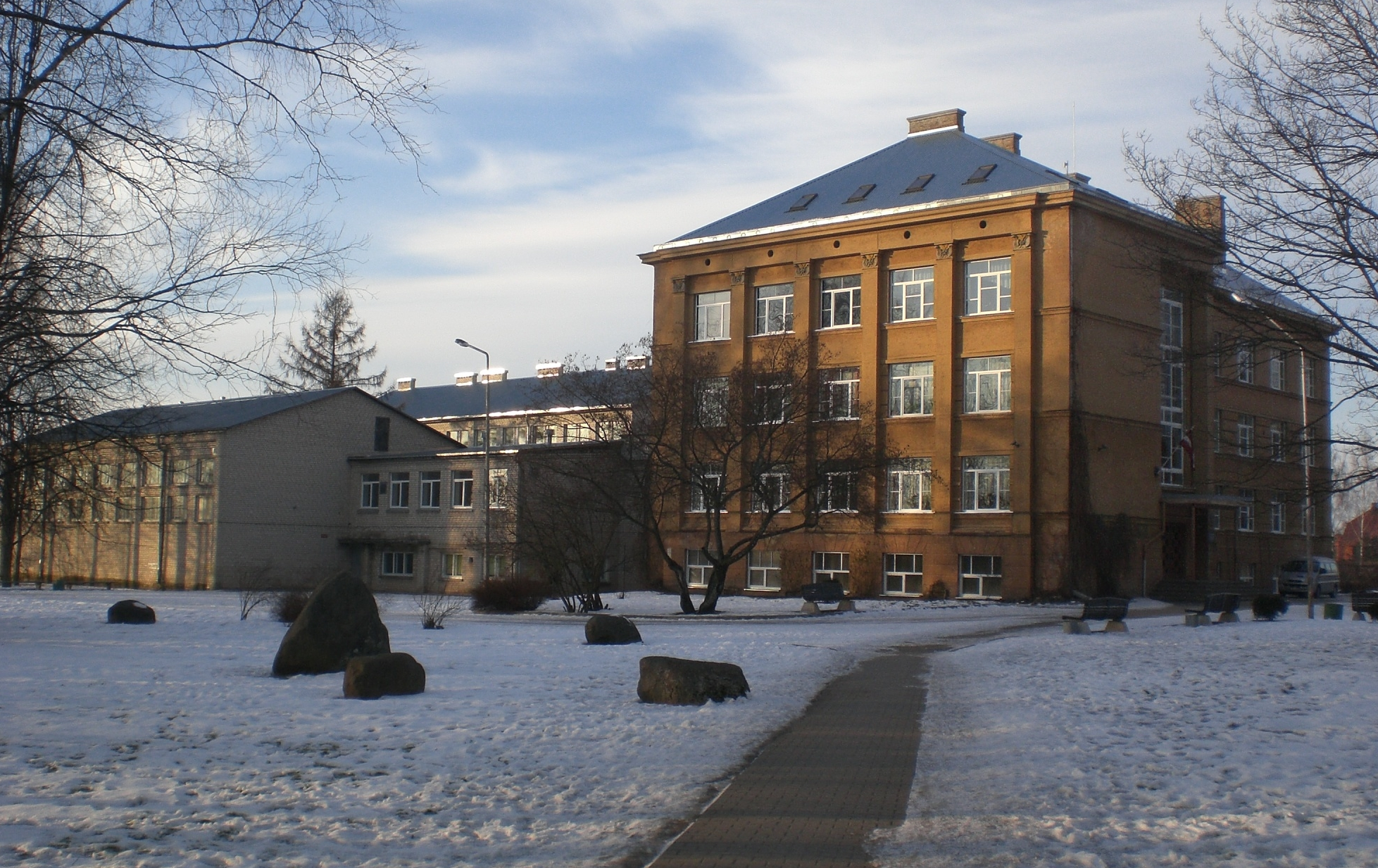
Scuola secondaria di Valmiera.
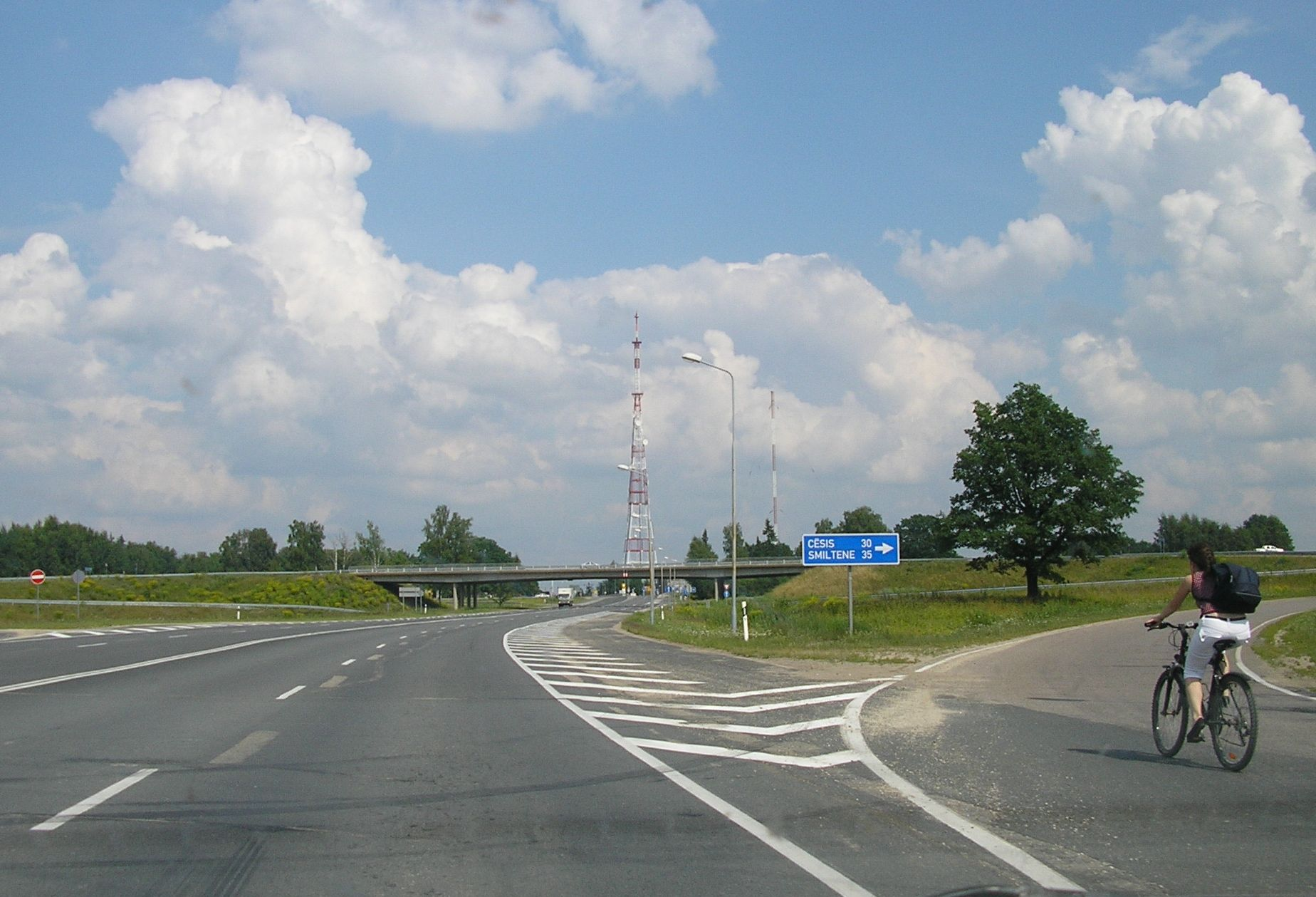
Arrivo a Valmiera dalla strada A3.
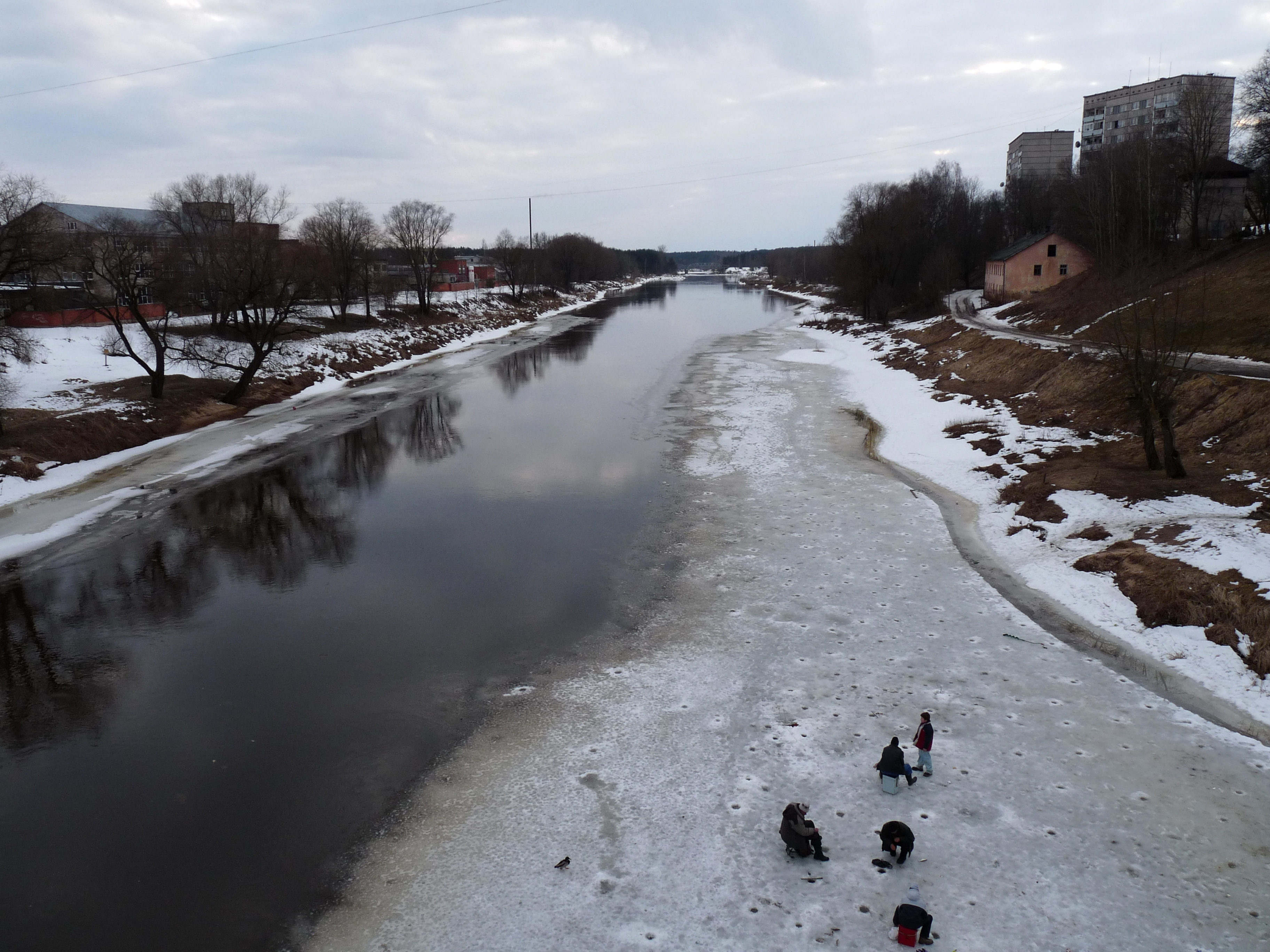
Pesca sul ghiaccio al centro di Valmiera.
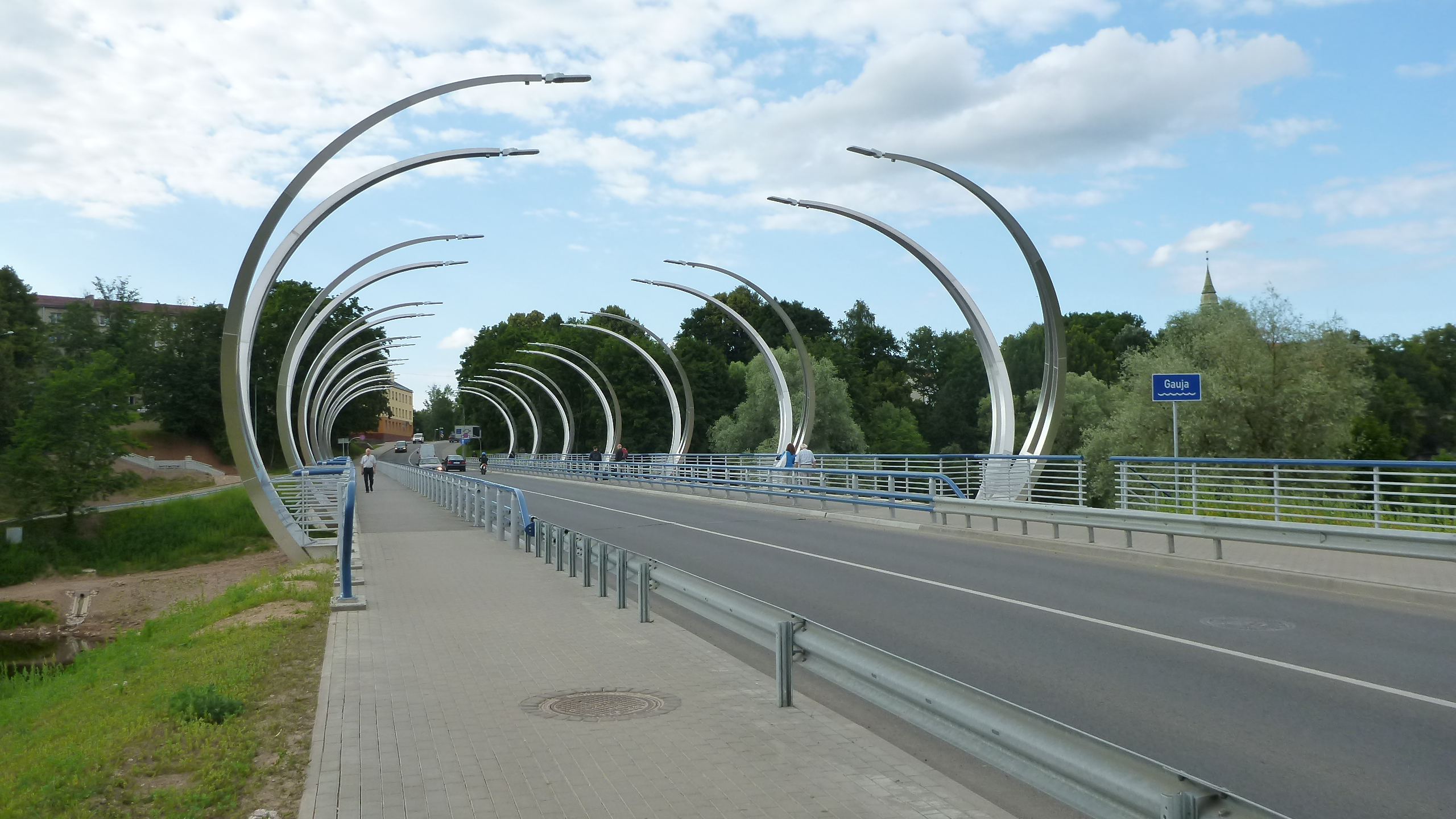
Ponte sopra il Gauja.
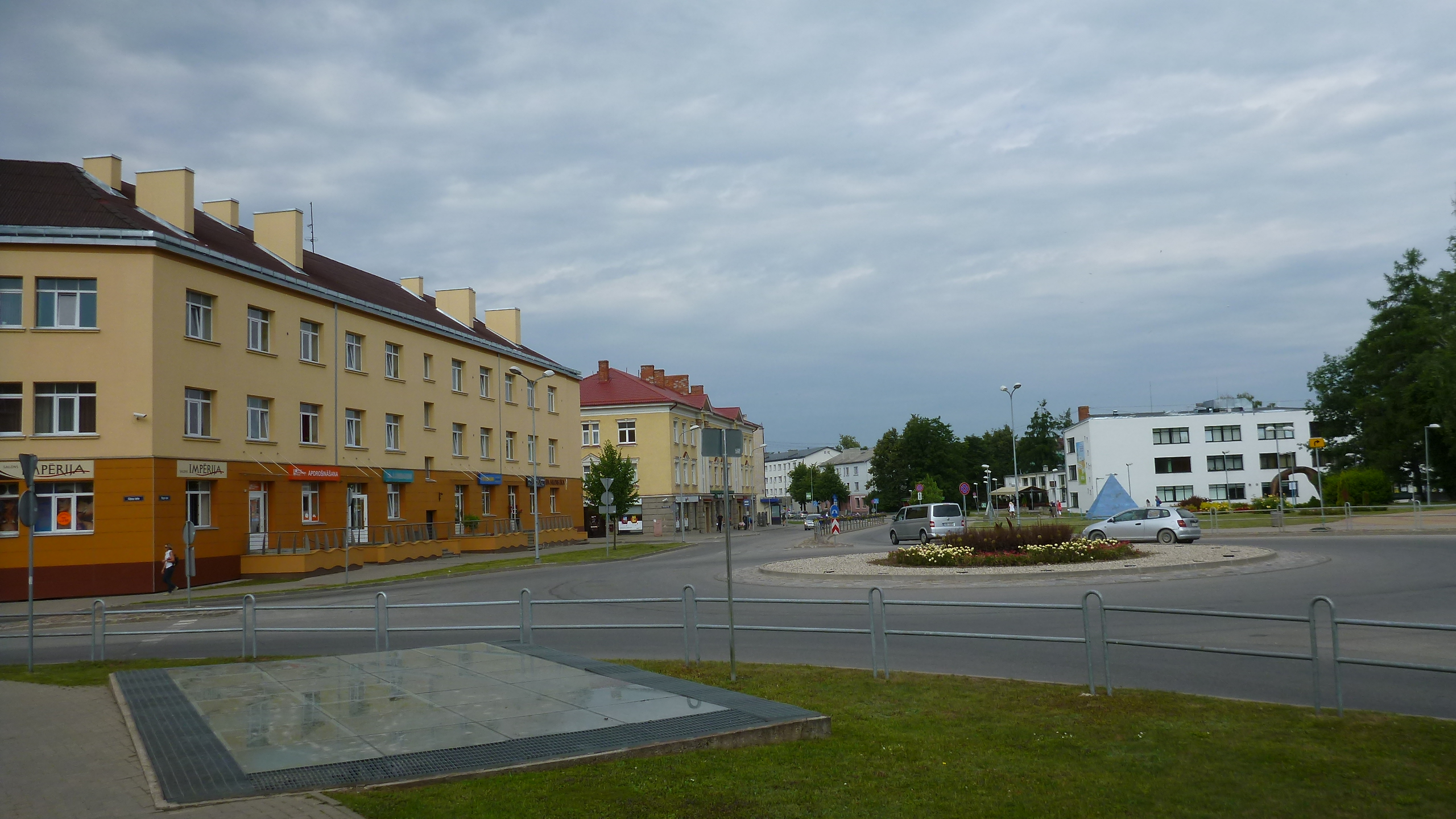
Riga Steet nel centro di Valmiera.
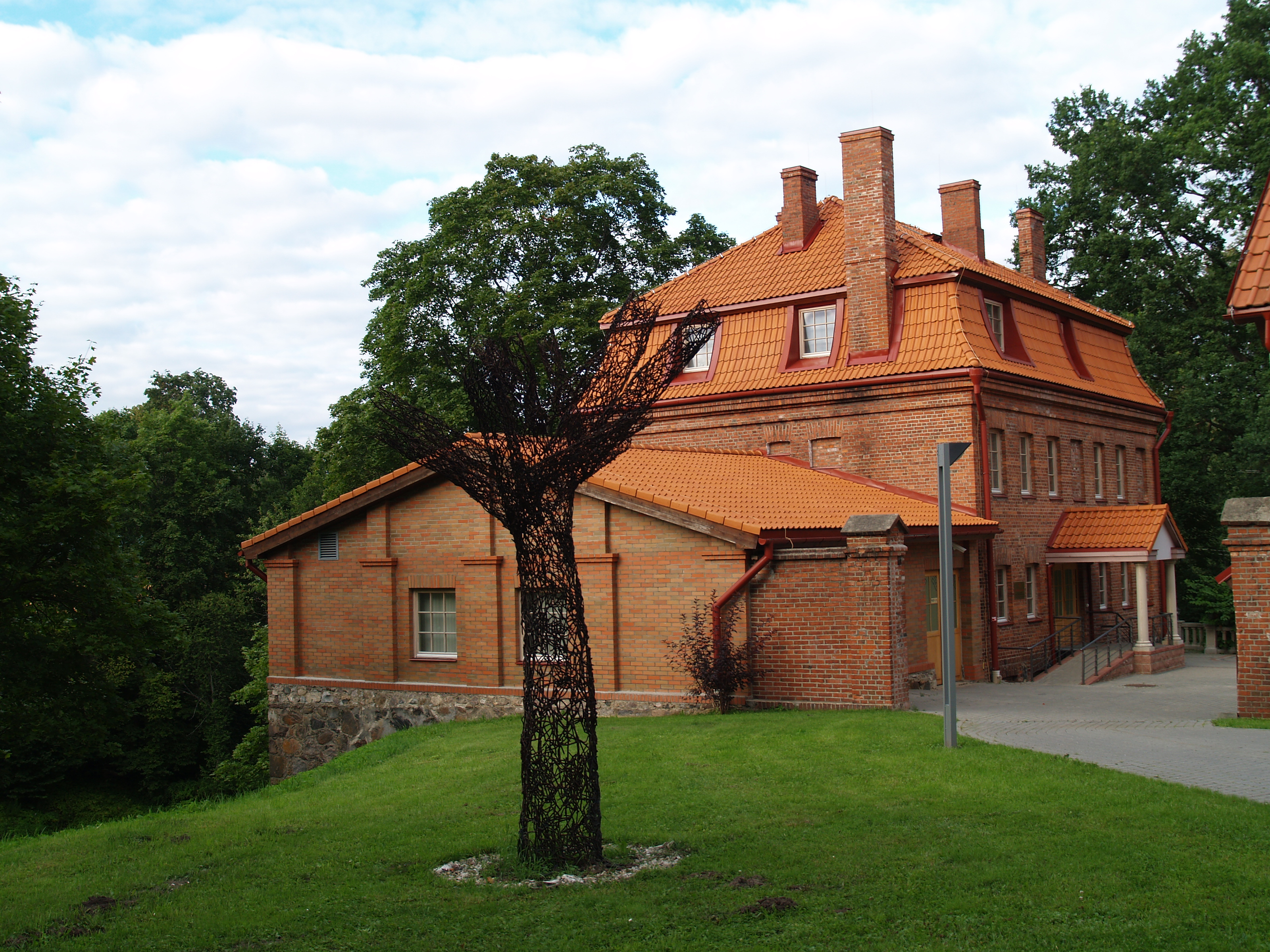
Edificio del "Valmiera city museum".
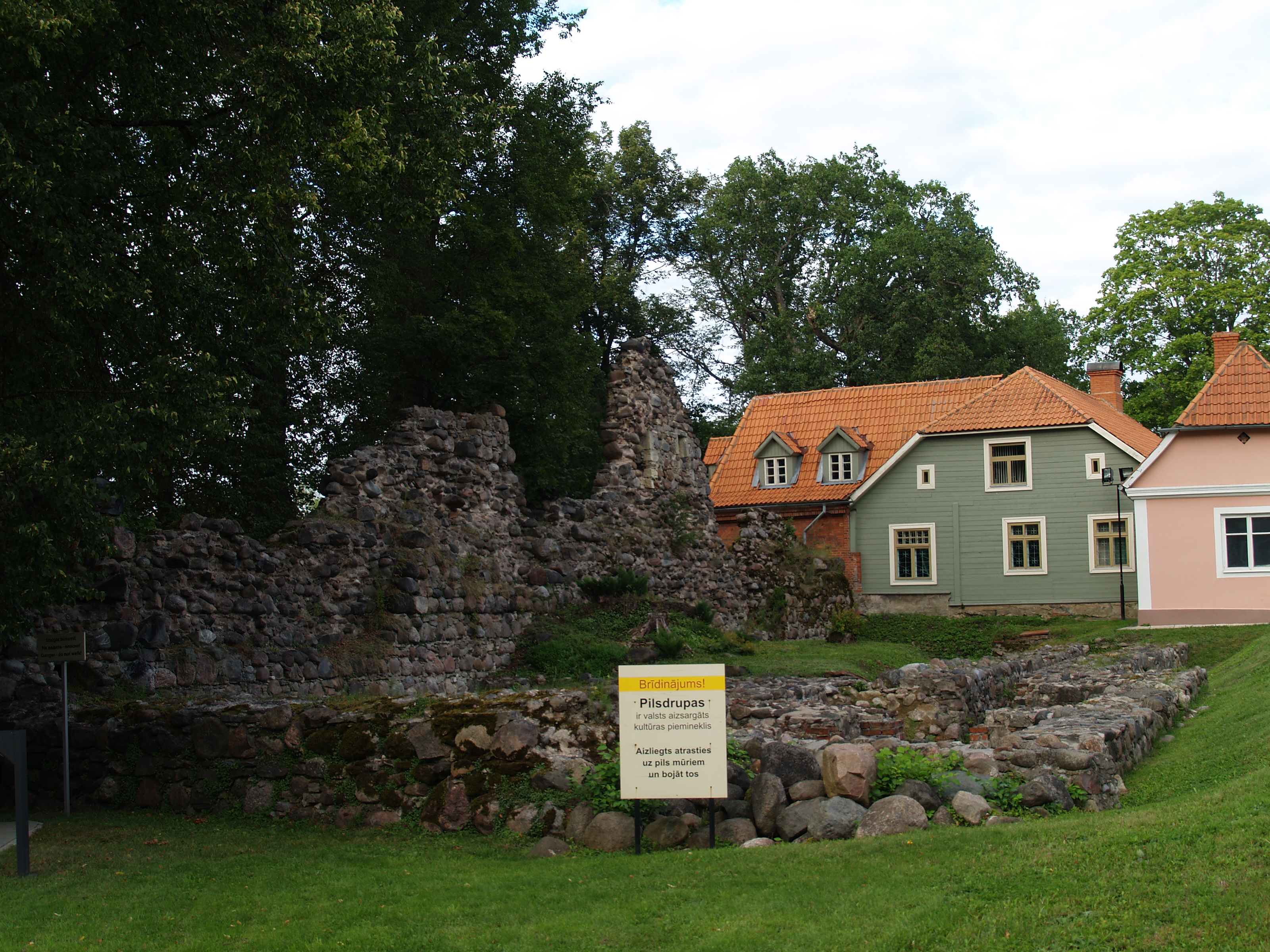
Rovine del castello di Valmiera.
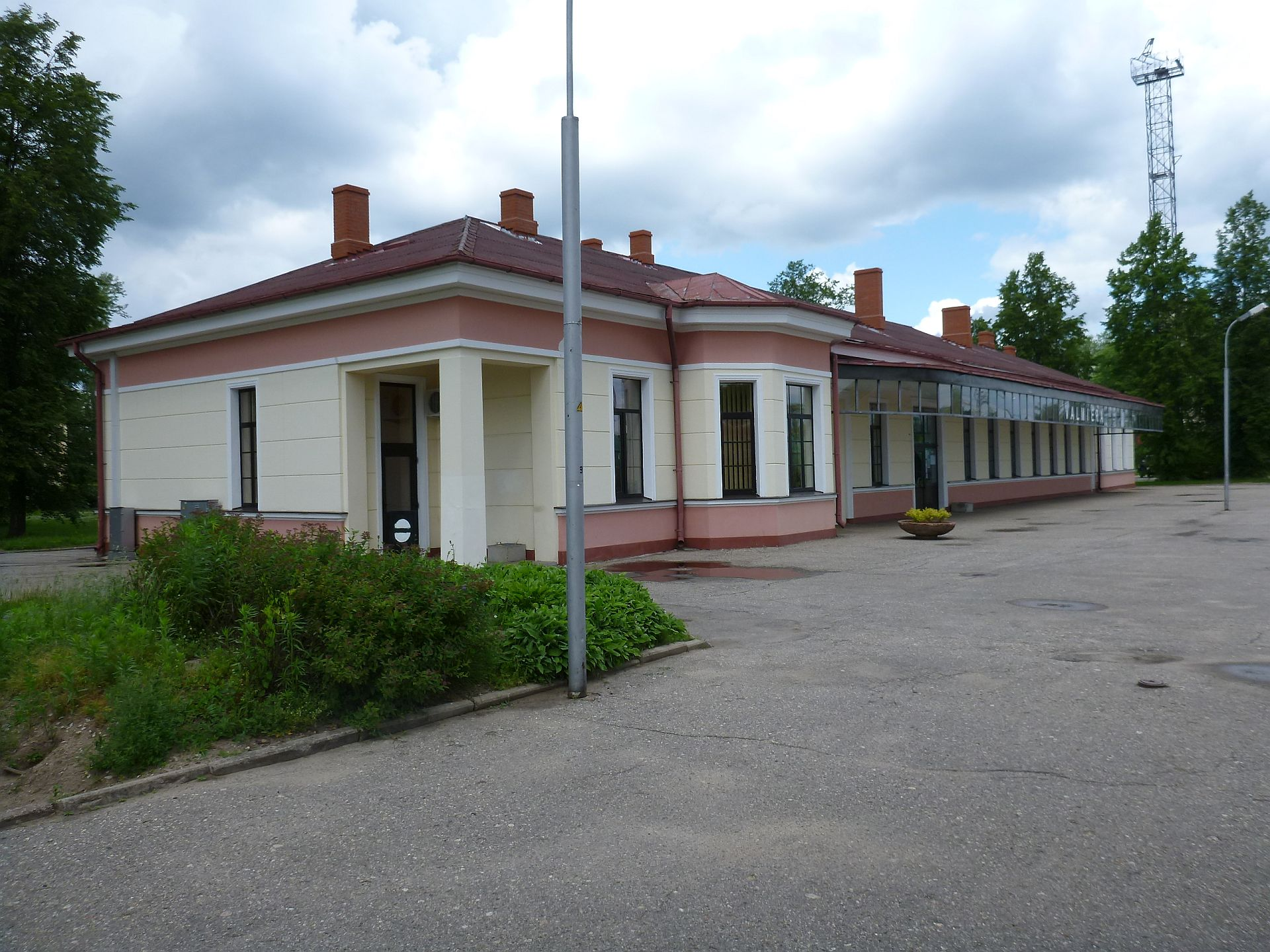
Stazione ferroviaria di Valmiera.